# Lillie Leatherwood
Lillie Mae Leatherwood (née le 6 juillet 1964 à Tuscaloosa) est une athlète américaine spécialiste du 400 mètres.

## Carrière
En 1984, elle remporte la médaille d'or du relais 4 × 400 m des Jeux olympiques de Los Angeles aux côtés de Sherri Howard, Valerie Brisco-Hooks et Chandra Cheeseborough. L'équipe américaine établit un nouveau record olympique de la discipline en 3 min 18 s 29 et devance finalement le Canada et l'Allemagne de l'Ouest. Alignée par ailleurs dans l'épreuve individuelle du 400 mètres, elle se classe cinquième de la finale. 
Titrée sur 400 m lors des Championnats des États-Unis 1985, premier de ses trois titres nationaux, Lillie Leatherwood se distingue en début de saison 1987 en montant sur la deuxième marche du podium des Championnats du monde en salle d'Indianapolis, derrière l'Est-allemande Sabine Busch. Aux Championnats du monde en plein air disputés en août 1987 à Rome, l'Américaine se classe cinquième de la finale du 400 m, et décroche la médaille de bronze du relais 4 × 400 m. 
Elle remporte les Championnats des États-Unis en 1987 et conserve son titre l'année suivante. En 1991, Leatherwood décroche la médaille de bronze du 4 × 400 m aux mondiaux en salle de Séville. Sélectionnée dans l'équipe américaine lors des Championnats du monde de Tokyo, elle s'adjuge la médaille d'argent du relais 4 × 400 m aux côtés de ses compatriotes Rochelle Stevens, Diane Dixon et Jearl Miles, terminant derrière le relais d'URSS.
Son record personnel sur 400 m est de 49 s 66, établi le 15 juin 1991 à New York.

## Palmarès
| Année | Compétition                    | Lieu         | Résultat | Épreuve   |
| ----- | ------------------------------ | ------------ | -------- | --------- |
| 1984  | Jeux olympiques                | Los Angeles  | 5e       | 400 m     |
| 1984  | Jeux olympiques                | Los Angeles  | 1re      | 4 × 400 m |
| 1987  | Championnats du monde en salle | Indianapolis | 2e       | 400 m     |
| 1987  | Championnats du monde          | Rome         | 5e       | 400 m     |
| 1987  | Championnats du monde          | Rome         | 3e       | 4 × 400 m |
| 1991  | Championnats du monde en salle | Séville      | 3e       | 4 × 400 m |
| 1991  | Championnats du monde          | Tokyo        | 7e       | 400 m     |
| 1991  | Championnats du monde          | Tokyo        | 2e       | 4 × 400 m |